# NBA进步最快球员
NBA进步最快球员奖是国家篮球协会自1985-86 NBA赛季起开始颁发的一个年度奖项，奖项在相应常规赛季中进步最多的球员。获奖者由美国和加拿大的体育专栏作家投票选出，每人可以投出一票，其中包含自己认为进步最多、第二多和第三多球员的姓名。球员每得到一张进步最多的选票支持则可得5分，第二多得3分，第三多得1分，总计得分最高者即可获奖（与实际所得进步最多选票的数量没有直接关系）。
自成立以来，該獎項一共有40位得主，並沒有連續得獎者，最新的获奖者是戴森·丹尼爾斯。伯利斯·迪奧是歷屆獲獎者中第一位以球員身份得過NBA總冠軍。戈倫·卓吉奇、希达耶特·特克鲁、罗尼·塞卡利、乔治·穆雷桑、伯利斯·迪奥、揚尼斯·安戴托昆波和帕斯卡·席亞康是僅有的七位不是在美国出生的獲獎者，并且除了塞卡利及席亞康以外，另外5位运动员也完全不是在美国接受籃球教育，塞卡利曾是雪城大学男篮隊的成员而席亞康則是新墨西哥州立大學成員。
阿尔文·罗伯逊、达纳·巴罗斯、特雷西·麦克格雷迪、杰梅因·奥尼尔、丹尼·格兰杰、凱文·洛夫、保罗·乔治、揚尼斯·安戴托昆波和维克多·歐拉迪波都曾在获奖的同一赛季入选NBA全明星赛。达勒·艾利斯、凯文·达克沃斯、凯文·约翰逊、吉尔伯特·阿里纳斯和扎克·兰多夫都在之后入选全明星赛。只有麦克格雷迪 、奥尼尔和乔治在获奖的同一赛季入选NBA最佳阵容，其中麥葛雷迪进入第二队，奥尼尔和乔治进入第三队。

## 获奖球员

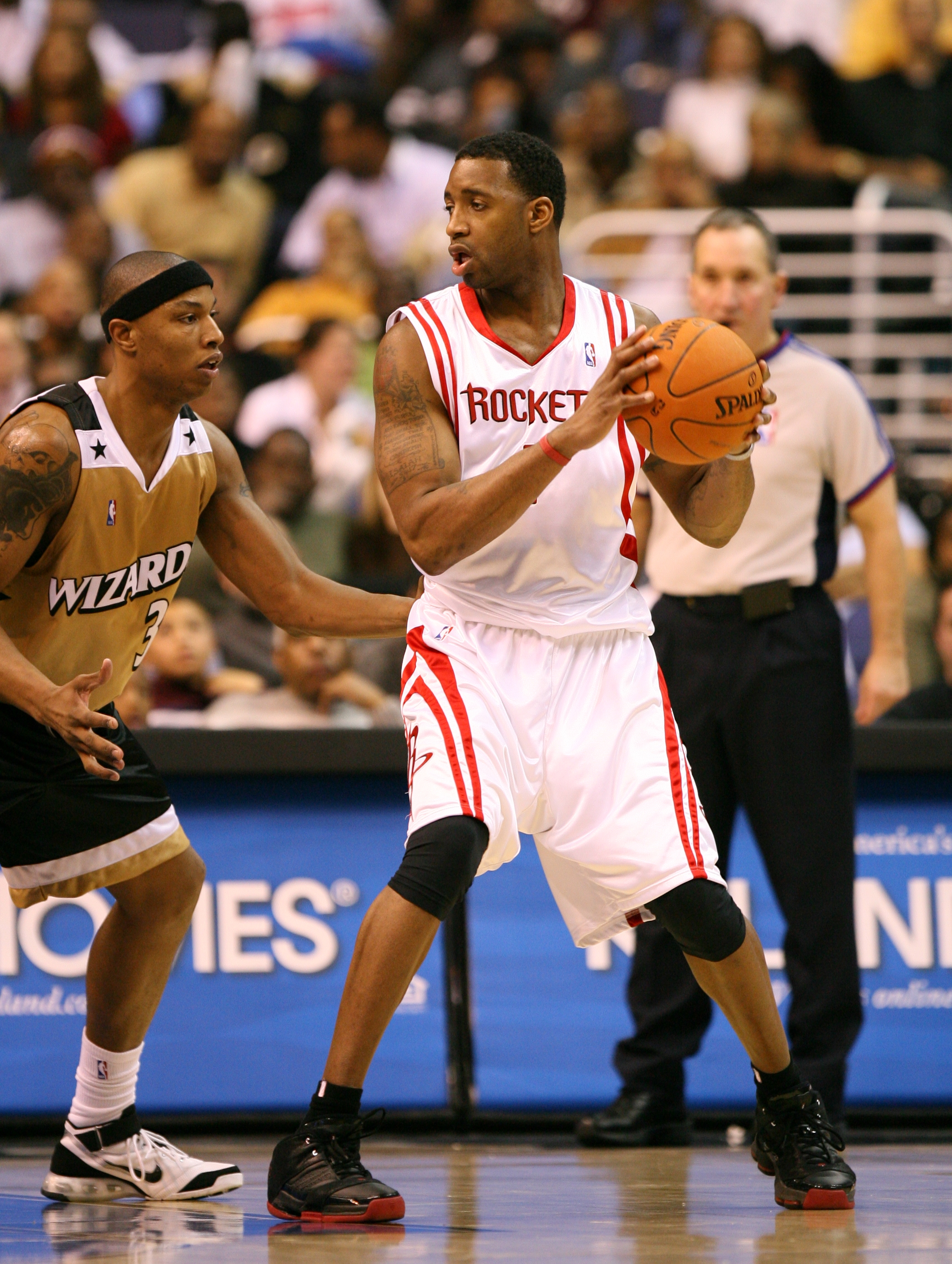
特雷西·麦克格雷迪在2000-01 NBA赛季获奖。

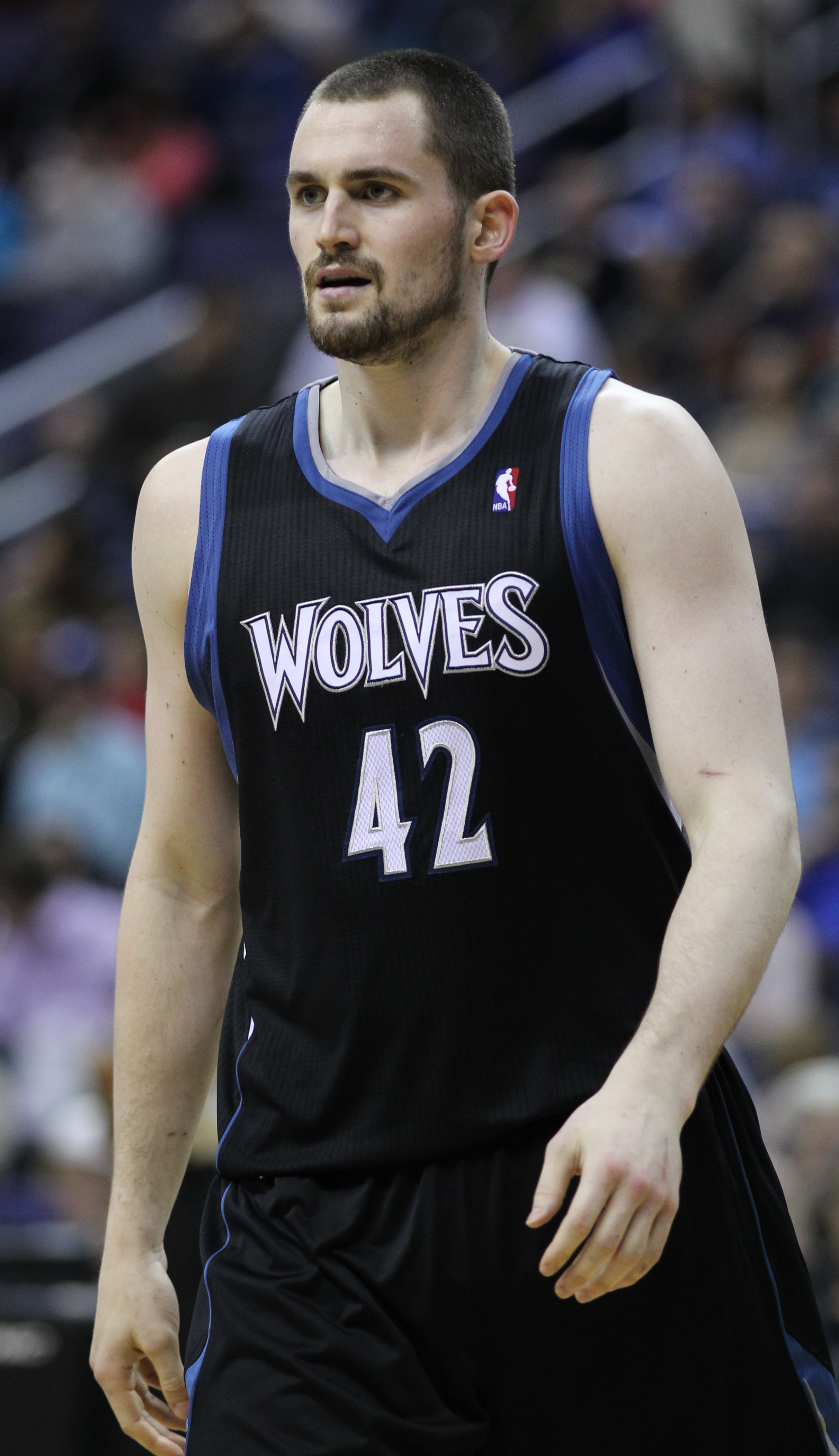
凱文·洛夫在2010-11年NBA赛季获奖。

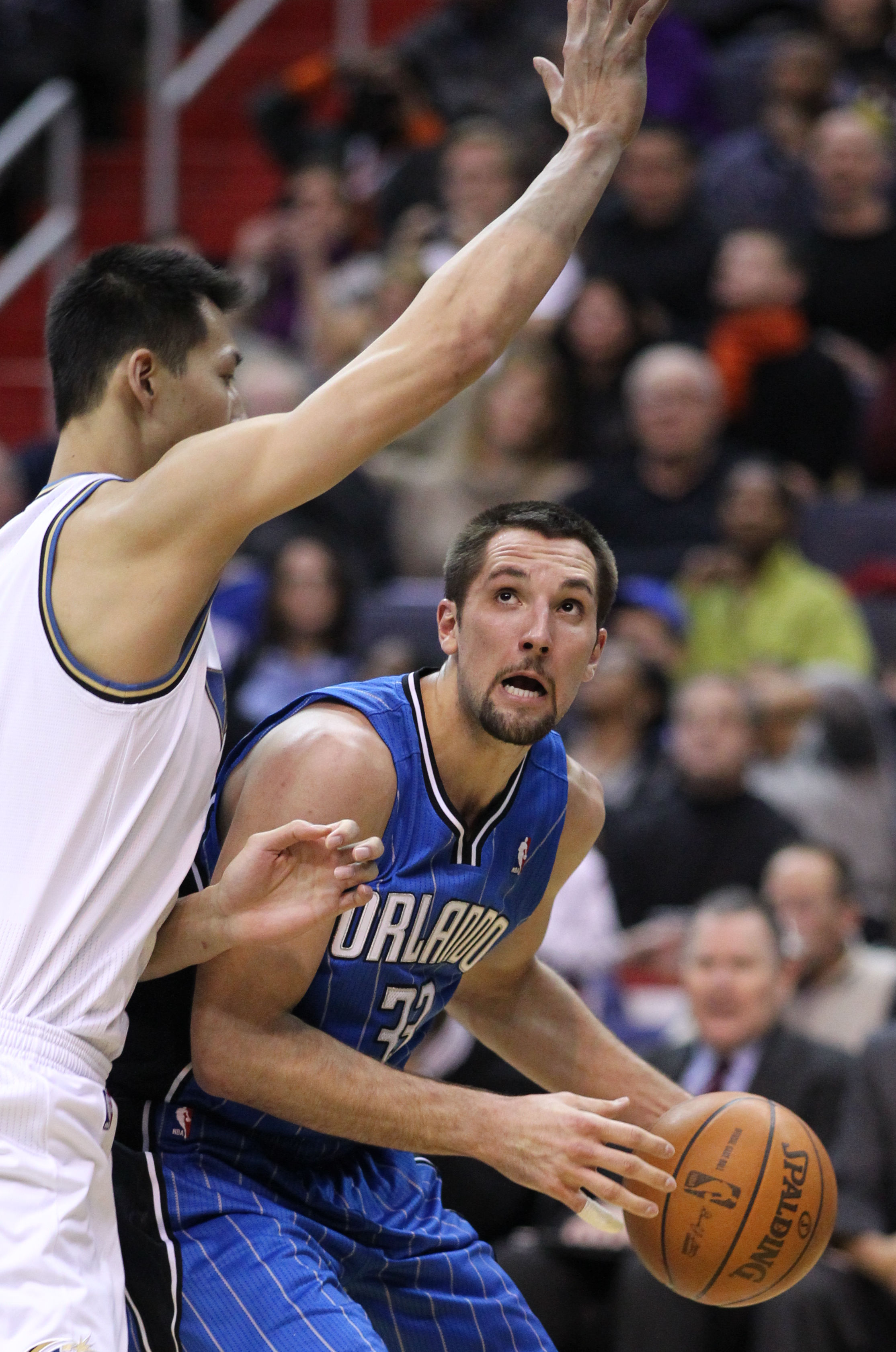
莱恩·安德森在2011-12 NBA赛季获奖。

| ^ | 现役球员               |
| * | 入选奈史密斯篮球名人堂 |

| 赛季    | 球员               | 位置      | 国籍       | 球队           |
| ------- | ------------------ | --------- | ---------- | -------------- |
| 1985–86 | 阿尔文·罗伯逊      | 后卫      | 美国       | 圣安东尼奥马刺 |
| 1986–87 | 达勒·艾利斯        | 后卫/前锋 | 美国       | 西雅图超音速   |
| 1987–88 | 凯文·达克沃斯      | 中锋      | 美国       | 波特兰开拓者   |
| 1988–89 | 凯文·约翰逊        | 后卫      | 美国       | 菲尼克斯太阳   |
| 1989–90 | 罗尼·塞卡利        | 中锋      | 美国       | 迈阿密热火     |
| 1990–91 | 斯科特·斯基尔斯    | 后卫      | 美国       | 奥兰多魔术     |
| 1991–92 | 佩维斯·埃里森      | 中锋/前锋 | 美国       | 华盛顿奇才     |
| 1992–93 | 马翰默德·劳夫      | 后卫      | 美国       | 丹佛掘金       |
| 1993–94 | 唐·麦克里恩        | 前锋      | 美国       | 华盛顿奇才     |
| 1994–95 | 达纳·巴罗斯        | 后卫      | 美国       | 费城76人       |
| 1995–96 | 乔治·穆雷桑        | 中锋      | 羅馬尼亞   | 华盛顿奇才     |
| 1996–97 | 伊萨克·奥斯汀      | 中锋      | 美国       | 迈阿密热火     |
| 1997–98 | 阿兰·亨德森        | 前锋      | 美国       | 亚特兰大老鹰   |
| 1998–99 | 达雷尔·阿姆斯特朗  | 后卫      | 美国       | 奥兰多魔术     |
| 1999–00 | 傑倫·羅斯          | 后卫/前锋 | 美国       | 印第安纳步行者 |
| 2000–01 | 特雷西·麦克格雷迪* | 后卫/前锋 | 美国       | 奥兰多魔术     |
| 2001–02 | 杰梅因·奥尼尔      | 前锋/中锋 | 美国       | 印第安纳步行者 |
| 2002–03 | 吉尔伯特·阿里纳斯  | 后卫      | 美国       | 金州勇士       |
| 2003–04 | 扎克·兰多夫        | 前锋      | 美国       | 波特兰开拓者   |
| 2004–05 | 鲍比·西蒙斯        | 后卫/前锋 | 美国       | 洛杉矶快船     |
| 2005–06 | 伯利斯·迪奥        | 前锋      | 法國       | 菲尼克斯太阳   |
| 2006–07 | 蒙塔·艾利斯        | 后卫      | 美国       | 金州勇士       |
| 2007–08 | 希达耶特·特克鲁    | 前锋      | 土耳其     | 奥兰多魔术     |
| 2008–09 | 丹尼·格兰杰        | 前锋      | 美国       | 印第安纳步行者 |
| 2009–10 | 阿伦·布鲁克斯      | 后卫      | 美国       | 休斯敦火箭     |
| 2010–11 | 凯文·洛夫^         | 前锋      | 美国       | 明尼苏达森林狼 |
| 2011–12 | 莱恩·安德森        | 前锋      | 美国       | 奥兰多魔术     |
| 2012–13 | 保罗·乔治^         | 前锋      | 美国       | 印第安纳步行者 |
| 2013–14 | 戈倫·卓吉奇        | 后卫      | 斯洛維尼亞 | 菲尼克斯太阳   |
| 2014–15 | 吉米·巴特勒^       | 后卫      | 美国       | 芝加哥公牛     |
| 2015–16 | C·J·麥凱倫^        | 后卫      | 美国       | 波特蘭開拓者   |
| 2016–17 | 揚尼斯·安戴托昆波^ | 前鋒      | 希腊       | 密爾瓦基公鹿   |
| 2017–18 | 维克多·歐拉迪波    | 后卫      | 美国       | 印第安那溜馬   |
| 2018–19 | 帕斯卡·席亞康^     | 前鋒      | 喀麦隆     | 多倫多暴龍     |
| 2019–20 | 班頓·恩格林^       | 前鋒      | 美国       | 紐奧良鵜鶘     |
| 2020–21 | 朱利葉斯·蘭德爾^   | 前鋒      | 美国       | 紐約尼克斯     |
| 2021–22 | 賈·莫蘭特^         | 后卫      | 美国       | 曼斐斯灰熊     |
| 2022–23 | 勞里·馬爾卡寧^     | 前鋒      | 芬兰       | 猶他爵士       |
| 2023–24 | 泰瑞澤·馬克西^     | 后卫      | 美国       | 費城76人       |
| 2024–25 | 戴森·丹尼爾斯^     | 后卫      |            | 亚特兰大老鹰   |